# Лэнгфорд, Сара-Элизабет
Са́ра-Эли́забет Лэ́нгфорд (англ. Sarah-Elizabeth Langford; 1979) — американская фотомодель и юрист. Участвовала в таких конкурсах красоты, как «Мисс Америка» и «Мисс США». В настоящее время работает юристом.

## Биография
Сара-Элизабет Лэнгфорд родилась в 1979 году и выросла в Атланте (штат Джорджия, США), в котором её отец (ум. в 1994) был сенатором и, по словам Сары-Элизабет, имел «долгосрочное воздействие на её жизнь».
В 1996 году Сара-Элизабет окончила «Pace Academy». Лэнгфорд получила степень в области французского языка в Мичиганском университете в 2000 году. Позже она обучалась в юридической школе Говардского университета, которую окончила в 2006 году.
В 2004 году Сара-Элизабет была удостоена стипендии столицы и двухлетнее назначение на работу в округе Колумбия.

## Личная жизнь
С 2014 года Сара-Элизабет замужем за 59-м мэром Атланты Казимом Ридом. У супругов есть дочь — Мария Кристан Рид (род.05.06.2014).